# La buona stella
La buona stella (La buena estrella) è un film del 1997 diretto da Ricardo Franco.

## Trama
Rafael è un macellaio che, dopo un incidente che lo ha privato dei testicoli, vive solitario nella casa ereditata dai genitori. Una mattina all'alba, mentre rientra dal mattatoio, si imbatte in Marina, una giovane donna che viene malmenata dal suo ragazzo, interviene in suo aiuto e la conduce a casa. Ella racconta di aver conosciuto il ragazzo, Daniel, nell'orfanotrofio nel quale entrambi sono cresciuti e di aver poi condiviso con lui la dura vita della strada diventando amanti: essendo rimasta incinta, Daniel cercava di obbligarla ad abortire. Rafael le offre ospitalità e in breve tra i due nasce un sentimento d'amore che li appaga anche fisicamente. Avendo saputo che Daniel è stato arrestato, Rafael propone a Marina non solo di tenere il bambino, ma anche di riconoscerlo come suo.
Alcuni anni dopo la nascita di una bambina, Estrella, la loro unione è minacciata dall'improvviso ritorno di Daniel, appena uscito di prigione. Nonostante Marina sia ancora infatuata di Daniel, il grande cuore di Rafael lo porterà a perdonarla e ad accogliere una seconda figlia come sua e poi anche lo stesso Daniel quando, dopo aver commesso una rapina ed essere stato di nuovo in carcere, verrà rimesso in libertà perché malato terminale.

## Riconoscimenti
- 1997 - Festival di Cannes
  - Premio della giuria ecumenica - Menzione speciale
- 1998 - Premio Goya
  - Miglior film
  - Migliore regia a Ricardo Franco
  - Miglior attore protagonista a Antonio Resines
  - Miglior sceneggiatura originale a Ricardo Franco e Ángeles González Sinde
  - Miglior colonna sonora a Eva Gancedo
  - Nomination miglior attrice protagonista a Maribel Verdù
  - Nomination miglior attore protagonista a Jordi Mollà